# Borreholm
Borreholm – niewielka wyspa w Limfjorden w Danii, znajdująca się około 1,5 km na południowy zachód od mostu Aggersund, w pobliżu miasta Aggersund. Administracyjnie należy do gminy Vesthimmerland.